# Marchfeld-Schutzdamm

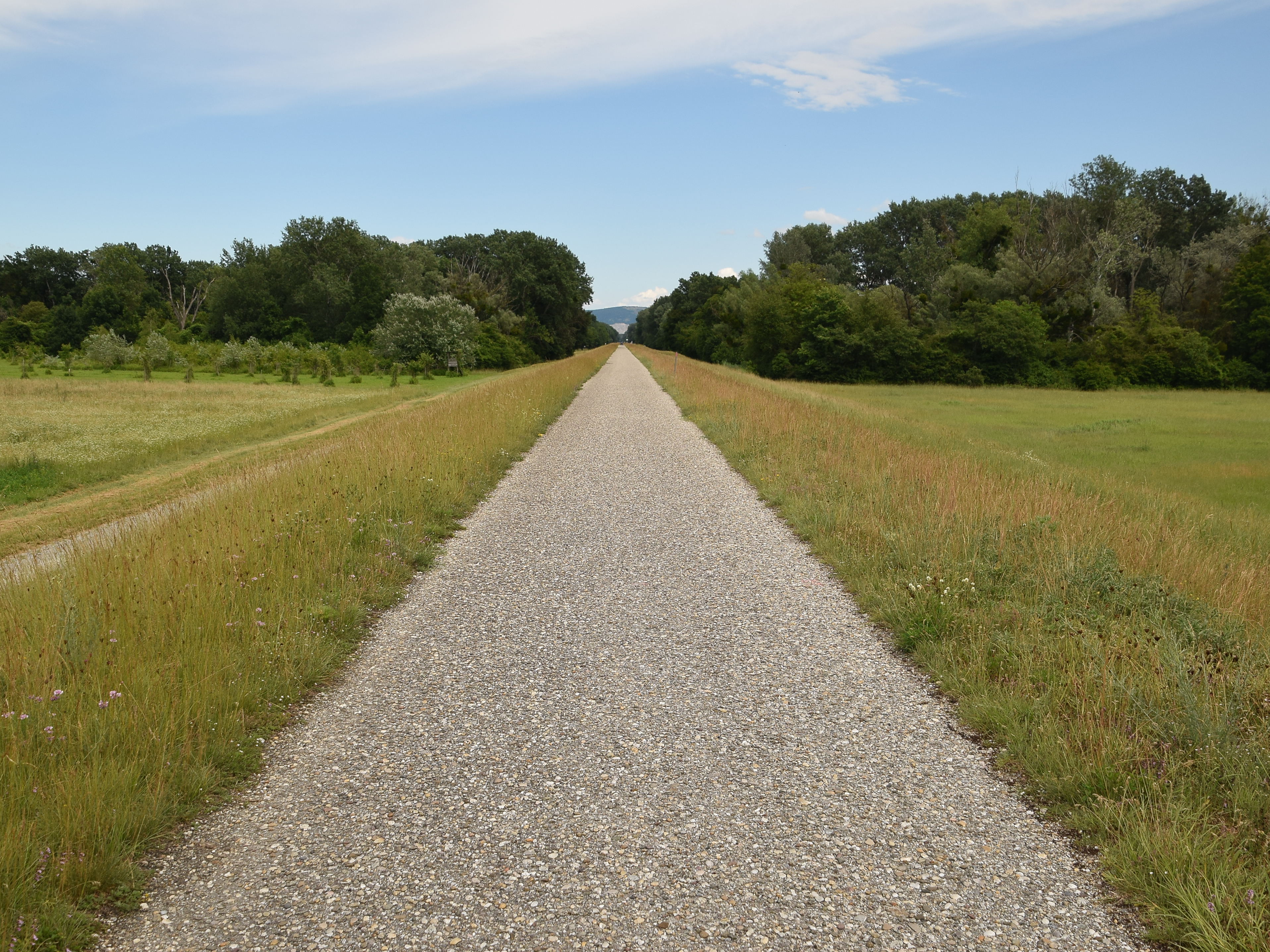
Der Marchfeld-Schutzdamm im Bereich des Nationalparks Donauauen

Der Marchfeld-Schutzdamm oder Marchfeldschutzdamm (auch Marchfelddamm, in Wien auch als Hubertusdamm bezeichnet) ist ein Damm-System in Wien und Niederösterreich und schützt die linksseitig der Donau im Marchfeld gelegenen Stadtteile und Ortschaften vor Hochwasser.

## Technische Daten
Die Dammgeometrie ergibt eine durchschnittliche Höhe von 8 Metern, eine Böschungsneigung zur Landseite von 1:2, eine Böschungsneigung zur Wasserseite 1:3, eine Breite der Dammkrone von 5 bis 6 Meter, eine befestigte landseitige Berme von 4 Metern und bereichsweise eine wasserseitige Berme.

## Geschichte
→ siehe auch: Wiener Donauregulierung

Der Hubertus Damm im Bereich von Langenzersdorf bis Floridsdorf (1872)

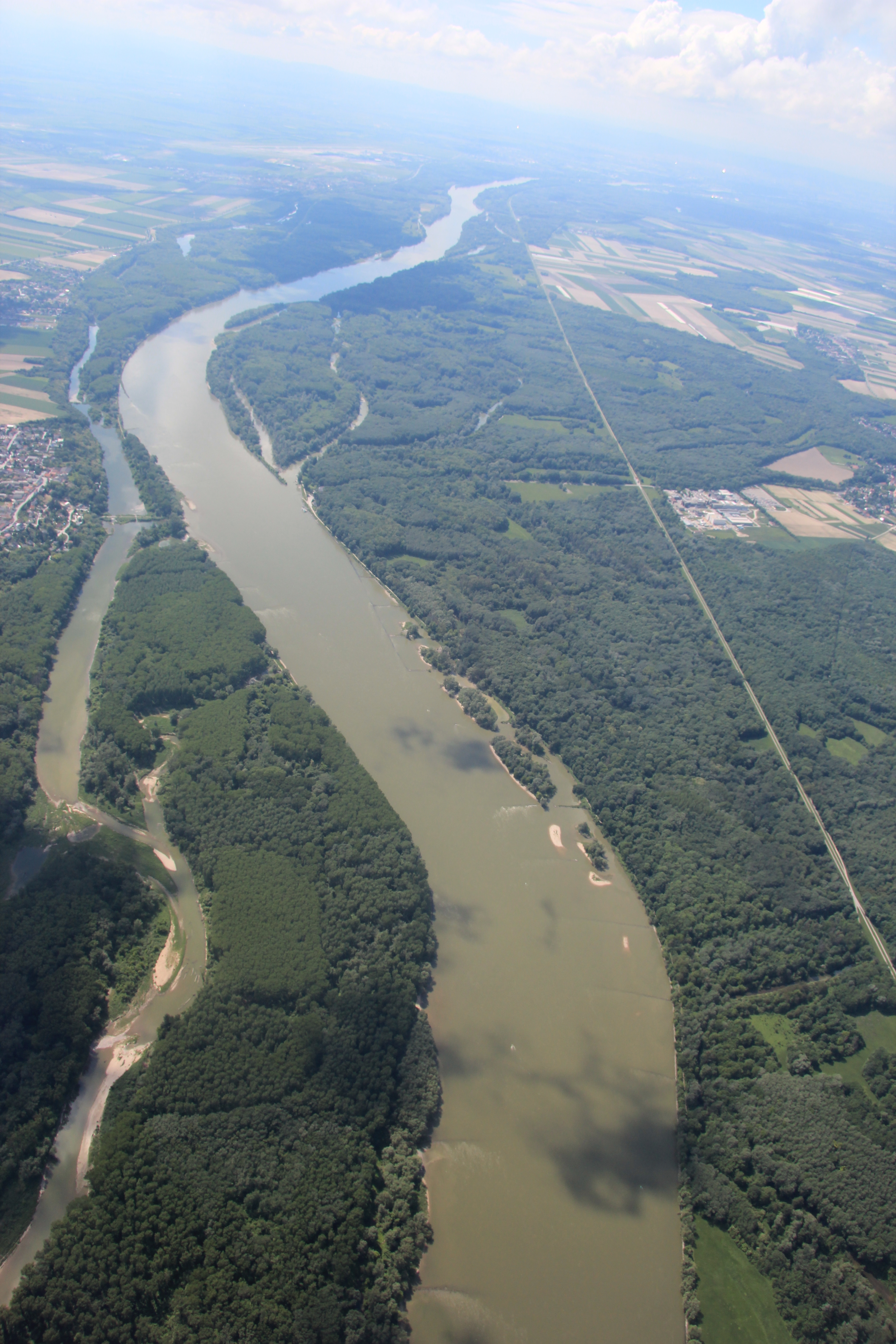
Der Damm durch die Donauauen (rechts) bei Orth an der Donau

In den Jahren 1785/86 errichtete der „Cameral-Ingenieur“ Johann Sigismund Hubert auf Befehl Kaiser Josephs II. im Bereich von Langenzersdorf bis Floridsdorf einen Schutzdamm, der das Eindringen von Hochwasser ins Marchfeld verhindern sollte. Einige Donauarme wie die Schwarze Lacke wurden dabei vom Strom abgetrennt. Aber bereits dem nächsten großen Hochwasser im November 1787 hielt der Damm den Wassermassen nicht stand. Der Name Hubertusdamm erinnert an Ingenieur Hubert.
Noch im November 1787 und erneut im Dezember des Jahres ordnete der Kaiser in zwei Handschreiben die Verlängerung des Damms bis an die March an. Die Umsetzung scheiterte aber am Widerstand der Marchfeld-Gemeinden, so dass beschlossen wurde, erst auf Ersuchen dieser mit dem Bau des Dammes zu beginnen. Im Bereich von Langenzersdorf nach Floridsdorf versuchte man erfolglos, durch die Verlegung der Prager Straße auf einen Damm einen Hochwasserschutz zu erreichen.
1849 wurde als Notstandsarbeit der bestehende Hubertusdamm verstärkt und auf eine Kronenbreite von 6 Schuh verbreitert. Im Zuge dessen erhielt er in Langenzersdorf einen Anschluss an den Bahndamm der Nordwestbahn. In Jedlesee wurde ein anschließender Damm errichtet, der den Ort umschloss und mit dem Damm der Nordbahn verband, womit halbwegs ein Hochwasserschutz erreicht wurde. Die Region stromabwärts der Nordbahn war jedoch weiterhin den Gefahren ausgesetzt.
Im Zuge der Wiener Donauregulierung wurde (zur Begrenzung des Inundationsgebietes und bis zur Erschöpfung der finanziellen Mittel) ein 19 Schuh hoher Schutzdamm anschließend an den Hubertusdamm errichtet und auf die Höhe des heutigen Ölhafens Lobau gegenüber von Mannswörth (insgesamt 19 km lang) geführt, welcher 1884 vorerst vollendet wurde. In den folgenden Jahren wurde dieser Damm mehrfach verstärkt.
Durch die in Folge der Regulierung gestiegenen Wassergeschwindigkeiten entstand jedoch den Marchfeld-Gemeinden jenseits des Dammendes bei Hochwässern noch größerer Schaden, weshalb eine sofortige Fortführung des Dammbaus bis an die March unumgänglich wurde. Durch entsprechende Gesetzesvorlagen wurde bereits 1881/82 der Spielraum der Donauregulierungs-Kommission entsprechend erweitert und auf die gesamte Strecke bis an die March ausgedehnt. Nun wurde auch eine Fortführung entlang der March bis Schloss Hof in die Planungen einbezogen. Das Projekt des Marchfeldschutzdammes wurde von Kaiser Franz Joseph I. persönlich genehmigt, weshalb die Bauarbeiten weitergeführt wurden. 1892 wurde bei Witzelsdorf ein vorläufiges Ende des Baues erreicht, durch die immer wieder notwendigen Erweiterungen und Umbauten war die Kalkulation der Kosten sehr schwer geworden und es folgte eine Einstellung des Baues wegen fehlender finanzieller Mittel.
Nach mehrjährigen Bemühungen seitens der Kommission konnten 1899 insgesamt 41,4 Millionen Kronen akquiriert werden, wovon 9,4 Millionen für den Weiterbau des Dammes zur Verfügung standen. Der Weiterbau begann im Juli 1899, allerdings kam es zu Streitigkeiten über die bereits 1881 festgelegte Trassenführung, welche erst im Frühjahr 1900 endgültig beigelegt waren. Auch machte ein Hochwasser im September 1899 erste Baufortschritte wieder zunichte.
Im Zuge des Damm-Weiterbaus wurde auch der Donaugraben bei Langenzersdorf reguliert und dessen Dämme mit dem Hubertusdamm verbunden.
Als einzige größere Unterbrechung des Damms wurde, zur Ableitung der Wässer aus dem Hinterland, der 76 Meter lange Schönauer Schlitz mitsamt dem bis Groß Enzersdorf hinaufreichenden Schönauer Rückstaudamm errichtet. Dieser Rückstaudamm wurde auch flussabwärts bis vor Stopfenreuth fortgesetzt, wo für die Einmündung des Fadenbachs ein Siel im Hauptdamm errichtet wurde. Im Bereich der durch den Dämme nun von den Zuflüssen aus der Donau weitestgehend abgeschnittenen Lobau kam es in Folge zu einem Absinken des Grundwasserspiegels und beginnender Verlandung.
Auch für die Querung des Rußbachs, welcher kurz vor seiner Mündung in die Donau den Marchfeldschutzdamm quert, musste ein betonierter Durchlass errichtet wurden. Analog zum Schönauer Rückstaudamm musste auch der Rußbach zum Hochwasserschutz auf einer Länge von 9,5 Kilometern mit Dämmen eingefasst werden. Auch an der Mündung des Stempfelbachs in die March bei Markthof war ein Durchlass mit Retensionsbecken und seitliche Begrenzungsdämme erforderlich.
Als Abschluss des „Jahrhundertbauwerks“ wurde die von Max Hegele im Jugendstil geplante Marchdammkapelle in Markthof errichtet, wo auch am 10. Juni 1905 die Fertigstellung des in Summe rund 67 Kilometer langen Dammbaus in Gegenwart des Kaisers, des Wiener Weihbischofs Godfried Marschall sowie des niederösterreichischen Statthalters Graf Kielmansegg mit einem Festakt begangen wurde.

### Weitere Entwicklung

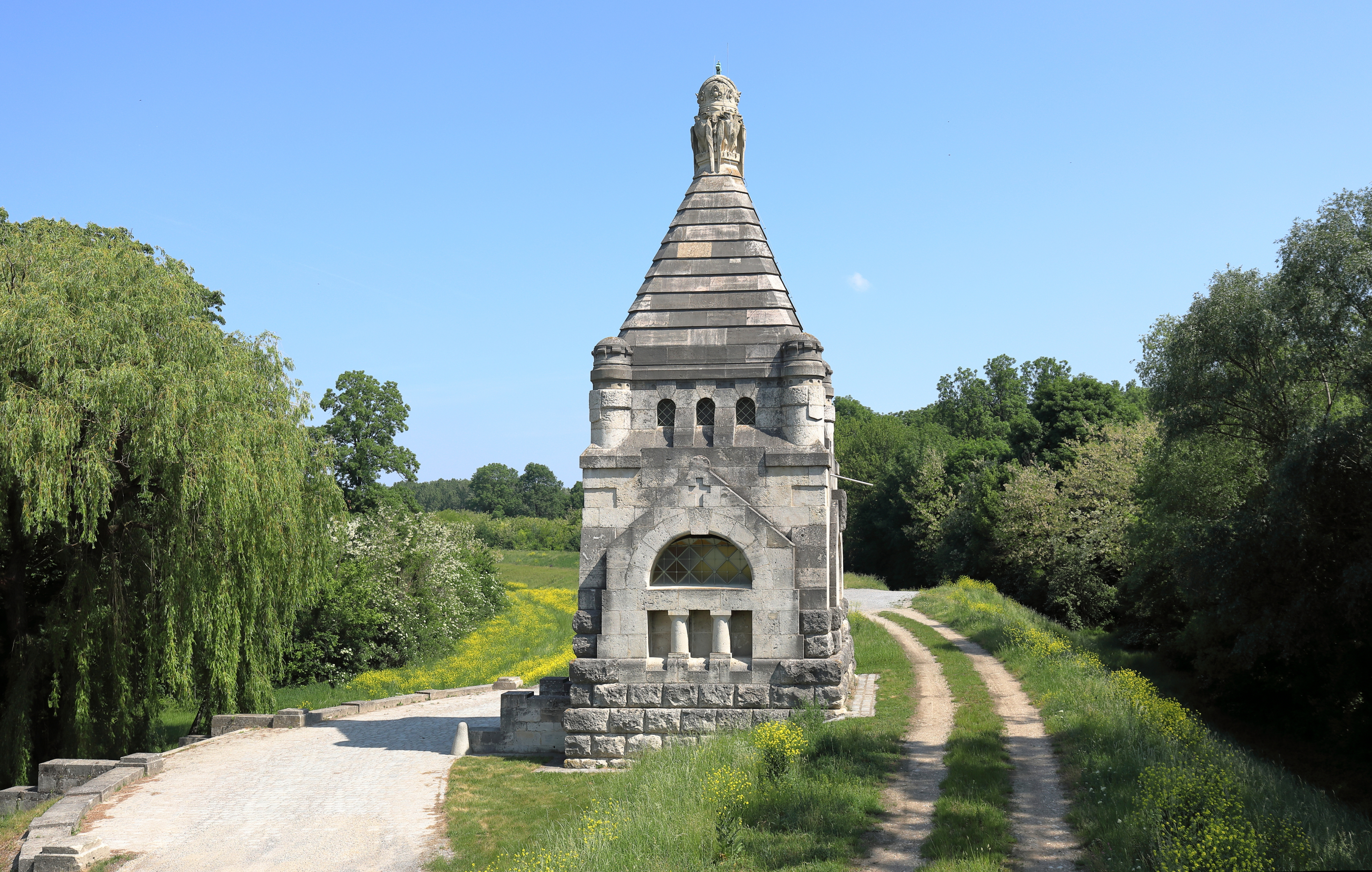
Die Marchdammkapelle bei Markthof

Im Laufe der Zeit kam es immer wieder zu größeren Um- und Ausbauten sowie Neutrassierungen im Bereich von Wien, etwa durch die Anlage des Ölhafens Lobau (inklusive Umschließungsdamm) und den Donau-Oder-Kanal im Zweiten Weltkrieg, dem Bau der Donauuferautobahn sowie die Errichtung der zweiten Wiener Donauregulierung mit der Neuen Donau. Gleich hinter dem Damm wurde in den 1960er Jahren das Grundwasserwerk Lobau errichtet.
Am nördlichen Ende bei Langenzersdorf erhielt das Dammsystem beim Durchstich des Donaugrabens im Bereich der hier tieferliegenden Trasse der Nordwestbahn ein Siel mit hydraulisch verschließbarem Tor.
Mittlerweile ist der Marchfeldschutzdamm vor allem im Bereich des Nationalparks Donauauen, in dem der Damm zum größten Teil verläuft, ein sehr beliebter Spazier- und Radweg, über den der internationale Radweg EuroVelo 9 nach Hainburg und Bratislava führt. In den Jahren 2009–2012 und 2014–2022 kam es zu umfangreichen Sanierungen des Dammes durch viadonau und die Stadt Wien, bei welchen der Marchfeldschutzdamm auf einer Länge von rund 8 Kilometern um 1,5 Meter erhöht wurde und mit einer innenliegenden Dichtwand versehen wurde. Mit dem insgesamt 110 Millionen Euro teuren Projekt konnte der Hochwasserschutz der Stadt Wien sowie der Marchfeldgemeinden abgeschlossen werden.
Um die Obere Lobau vor dem Austrocknen zu bewahren und den Grundwasserspiegel wieder zu heben, wurde 2024 nach langen Diskussionen eine 85 Meter lange Überleitung von der Neuen Donau durch den Damm geschaffen, die für eine Durchflussmenge von maximal 1.500 Liter pro Sekunde ausgelegt ist.